# Princípio do máximo
Em matemática, o princípio do máximo é uma propriedade de soluções para determinadas equações diferenciais parciais dos tipos elípticas e parabólicas. Grosseiramente falando, ele afirma que o máximo de uma função em um domínio pode ser encontrado no contorno desse domínio. Especificamente, o princípio do máximo forte diz que se uma função atinge o seu máximo no interior do domínio, a função é uniformemente uma constante. O princípio do máximo fraco que diz que o máximo da função é a de ser encontrado no contorno, mas pode voltar a ocorrer no interior também. Outros, princípios máximos ainda mais fracos que existe apenas uma função vinculada, em termos de seu valor máximo no contorno.
Em otimização convexa, o princípio do máximo estabelece que o máximo de uma função convexa sobre um conjunto compacto convexo é atingido no contorno.Capítulo 32